# أليكس فرنانديز (ممثل)
أليكس فرنانديز (بالإنجليزية: Alex Fernandez)‏ مواليد 22 يوليو 1967 في ميامي، الولايات المتحدة، هو ممثل أمريكي بدأ مسيرته الفنية سنة 1985.

## الأعمال
| السنة | العمل                             | الدور |
| ----- | --------------------------------- | ----- |
| 2001  | فاينل فانتازي 10                  |       |
| 2003  | فاينل فانتازي 10-2                |       |
| 2004  | كراش توين سانيتي                  |       |
| 2004  | كراش توين سانيتي                  |       |
| 2006  | باتن كايتوس أوريجنس               |       |
| 2006  | سيفون فلتر:عامل التصفية           |       |
| 2006  | جست كوز                           |       |
| 2006  | توم كلانسي سبلينتر سيل: دبل ايجنت |       |
| 2008  | المرتزقة 2: العالم في اللهب       |       |
| 2008  | ساينتس رو 2                       |       |
| 2008  | كم من العزاء                      |       |
| 2009  | فاينل فانتازي 13                  |       |
| 2010  | ماغ                               |       |
| 2010  | كول أوف ديوتي: بلاك أوبس          |       |
| 2011  | درايفر: سان فرانسيسكو             |       |

## روابط خارجية
- أليكس فرنانديز على موقع IMDb (الإنجليزية)
- أليكس فرنانديز على موقع ميتاكريتيك (الإنجليزية)
- أليكس فرنانديز على موقع ألو سيني (الفرنسية)
- أليكس فرنانديز على موقع أول موفي (الإنجليزية)
- أليكس فرنانديز على موقع قاعدة بيانات الفيلم (الإنجليزية)